# Micralarctia semipura
Micralarctia semipura là một loài bướm đêm thuộc phân họ Arctiinae, họ Erebidae.